# Супербаррио Гомес
Супербаррио Гомес (англ. Superbarrio Gómez) — мексиканский «реальный супергерой», знаменитость, сатирик и организатор. Вдохновлённый борцом Лучадор Эль Санто и его супергероем социальной справедливости в комиксах и фильмах, Супербаррио носит красные колготки и красно-жёлтую маску рестлера. Вместо того, чтобы бороться с преступностью и коррупцией с помощью насилия, он использует свой образ для организации трудовых митингов и протестов, а также для подачи и сбора подписей петиций. Хотя его называли «Марко Раскон Кордова», в официальной биографии «Todos Somos Superbarrio» говорится, что, хотя Раскон Кордова, давний общественный деятель, действительно создал персонажа, Марко никогда не был Супербаррио, а скорее был менее известным политическим организатором, которого, в свою очередь, заменяли на рестлера в тех немногих случаях, когда он действительно сражался на ринге.
Персонаж был создан в 1987 году организацией Asamblea de Barrios, борющейся за доступное жильё после землетрясения в Мехико 1985 года, в результате которого тысячи людей остались без крова. Он начал с того, что остановил выселение семей, которые платили аренду. В 1988 году он был неофициально объявлен кандидатом на президентских выборах в Мексике 1988 года. Однако он отказался в пользу Куаутемока Карденаса и его Партии демократической революции, которую он поддерживал в последующие годы.
В 1996 году Супербаррио объявил себя кандидатом на президентских выборах в США 1996 года и провёл имитационные предвыборные митинги в Соединённых Штатах и Мексике.

## Появления

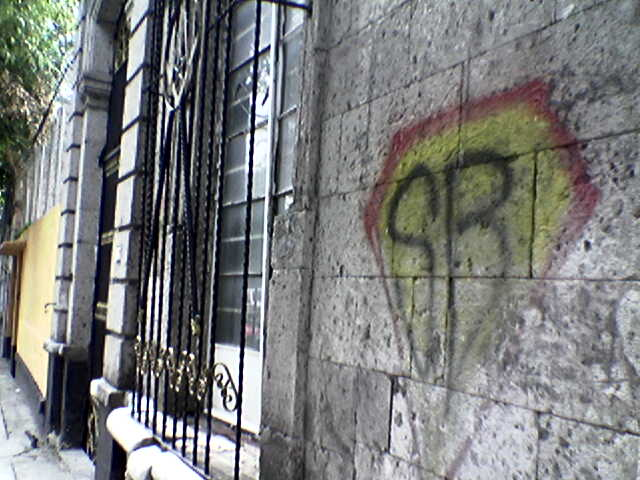
Логотип Супербаррио в Мексике

### Печать
О Superbarrio написано три книги: Todos Somos Superbarrio (Мы все — Супербаррио) Маурисио-Хосе Шварца,  De Superman a Superbarrios" (От Супермена до Супербаррио) автора Ханса Рёдера и «La Ciudad, La Otra» автора Рауль Батиста Гонсалес.
Супербаррио появился в британской серии комиксов (2000 AD Производства) Кризис #7 и #8. Супербаррио появился как активист, пытающийся помешать транснациональным корпорациям использовать в своих интересах страны третьего мира Латинской Америки в сюжетной линии «Третья мировая война» Пата Миллса и Гарта Энниса.

### Фильмы
Супербаррио Гомес снялся во многих документальных фильмах, включая «Мегаполисы» Михаэля Главоггера, где он рассказал о жизни в Мексике, и «Супер Амигос», где Супербаррио и другие мексиканские супергерои из реальной жизни борются с коррупцией, гомофобией, эксплуатацией животных, загрязнением окружающей среды и бедностью в Мексике.
Существует анимационный короткометражный фильм под названием «Возвращение Супер Баррио», авторами которого являются Плейд и Боб Джарок; хотя фильм полностью анимирован и вымышлен, главную роль в нём играет сам Супербаррио.

### Театр
В 2016 году французская театральная компания Théâtre13 поставила в Париже пьесу об одноимённом герое «Супербаррио». В центре пьесы — история его происхождения после того, как он выжил после землетрясений в Мексике в 1985 году.